# Rodrigo Ely
Rodrigo Ely (Lajeado, 3 november 1993) is een Italiaans-Braziliaans voetballer die doorgaans als centrale verdediger speelt. Hij tekende in augustus 2017 een contract tot medio 2021 bij Deportivo Alavés, dat hem in het voorgaande halfjaar al huurde van AC Milan.

## Clubcarrière
AC Milan haalde Ely in 2011 weg uit de jeugdopleiding van Grêmio. Na twee jaar in de jeugd te hebben doorgebracht, werd hij voor één seizoen verhuurd aan Reggina Calcio. Hij kwam er tot 27 competitieduels. Op 16 juli 2013 verhuurde AC Milan hem opnieuw  ditmaal aan AS Varese 1910, dat op dat moment net als Reggina Calcio in de Serie B actief was. 
Ely verruilde AC Milan in juli 2014 definitief voor US Avellino, dan ook actief in de Serie B. Hij maakte hier dusdanig indruk op AC Milan, dat het hem in juni 2015 terughaalde en een contract tot medio 2019 gaf.
Hij tekende in augustus 2017 een contract tot medio 2021 bij Deportivo Alavés, dat hem in het voorgaande halfjaar al huurde van AC Milan.  Op het einde van het contract, werd het op 3 augustus 2021 duidelijk dat het niet meer verlengd zou worden.

## Interlandcarrière
Ely speelde zeven interlands voor Italië –19 en drie voor Italië –20. Daarna kwam hij tussen 2014 en 2016 drie keer uit voor Brazilië –23.
1 Sivera ·
2 Gorosabel ·
3 Duarte ·
4 Sedlar ·
5 Abqar ·
6 Guevara ·
7 Sola ·
8 Blanco ·
10 Hagi ·
11 Rioja  ·
14 Tenaglia ·
15 García ·
16 Marín ·
17 Alkain ·
18 Guridi ·
20 Simeone ·
21 Rebbach ·
22 Vicente ·
23 Benavídez ·
26 Álvarez ·
26 López ·
29 Panichelli ·
31 Owono ·
32 Omorodion ·
33 Rodríguez ·
Coach: García